# Beffa di Baldenich
La beffa di Baldenich (detta anche "Operazione Baldenich") è un episodio della Seconda guerra mondiale avvenuto nella città di Belluno (più precisamente nel carcere del quartiere di Baldenich) il 16 giugno 1944. Qui, 12 partigiani italiani e russi della Divisione Nino Nannetti riuscirono a far evadere 70 prigionieri con un astuto stratagemma: i partigiani infatti si travestirono da soldati tedeschi riuscendo quindi a intrufolarsi nel carcere. Qui, appena passò un soldato con le chiavi delle celle, svelarono i loro intenti bloccando le guardie che chiedevano loro i documenti e riuscendo a impadronirsi delle chiavi. Liberati i carcerati, fuggirono a bordo di un camion e rinchiusero nelle celle le guardie, le quali riuscirono a liberarsi solo a fuga avvenuta. Il capo dell'operazione era Mariano Mandolesi, il quale ripeté un'operazione simile il 28 aprile 1945 sempre nello stesso carcere e con lo stesso metodo. 

## Murale
Il 16 luglio 2015 l'artista Ericailcane, all'interno della rassegna Clorofilla - Arti Pubbliche Condivise, ha completato un murale su una cabina elettrica inutilizzata proprio a Baldenich riguardo a questo avvenimento. Il disegno rappresenta una lince, simbolo dell'astuzia dei partigiani, con in mano un fucile chiuso da un tappo che rappresenta la non-violenza dell'operazione. Sul lato, reca la scritta celebrativa "Dall'odio al tiranno nasce l'amore per la libertà 16-06-1944 28-04-1945".